# کازوناری کوگا
کازوناری کوگا (انگلیسی: Kazunari Koga؛ زادهٔ ۱۷ آوریل ۱۹۷۲) بازیکن فوتبال اهل ژاپن است.
از باشگاه‌هایی که در آن بازی کرده‌است می‌توان به باشگاه فوتبال سرزو اوساکا اشاره کرد.